# 厚生年金
厚生年金（こうせいねんきん、Welfare Pension Insurance、Employee’s Pension Insurance）とは、主として日本の労働者が加入する所得比例型の公的年金。口語では「厚年（こうねん）」「厚保（こうほ）」「厚生」という。厚生年金保険法について、以下では条数のみ記す。

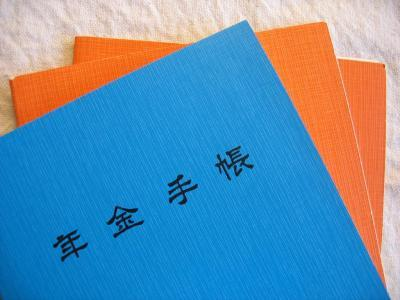
年金手帳

| 国民年金（第1階）                                                 |             |
| 第1号被保険者                                                     | 1,449万人   |
| 第2号被保険者                                                     | 4,513万人   |
| 第3号被保険者                                                     | 793万人     |
| 被用者年金（第2階）                                               |             |
| 厚生年金保険                                                      | 4,047万人   |
| 公務員等                                                          | （466万人） |
| その他の任意年金                                                  |             |
| 国民年金基金 / 確定拠出年金（401k） / 確定給付年金 / 厚生年金基金 |             |

## 目的・管掌
厚生年金保険法等に基づいて日本政府が運営する。現行制度の厚生年金は、基礎年金たる国民年金（1階部分）にさらに上乗せして支給される（2階部分）年金であり、その財政からは「基礎年金拠出金」を国民年金に拠出している。所定の要件を満たす限り、厚生年金加入者は、国民年金にも同時に加入することになる（国民年金第2号被保険者となる）。
厚生年金保険は、労働者の老齢、障害又は死亡について保険給付を行い、労働者及びその遺族の生活の安定と福祉の向上に寄与することを目的とする（第1条）。健康保険とは異なり業務上・通勤途上の災害によるものをも給付対象とするが労働者災害補償保険による給付との間に調整がある。 
「厚生年金保険は、政府が、管掌する」と定められ（第2条）、厚生労働大臣がその責任者となるが、実際の運営事務のほとんどは日本年金機構（以下、機構と略する）に委任・委託されている。また、厚生年金基金に係る権限、機構が滞納処分を行う場合の認可等については地方厚生局長等に委任されている。なお、厚生年金積立金の運用は、特別会計積立金（従来の積立金）は年金積立金管理運用独立行政法人（GPIF）が、実施機関積立金（共済年金からの移行部分）は各実施機関が行っている。
2015年（平成27年）10月より厚生年金と共済年金とが統合された（被用者年金一元化）ことにより、各被保険者区分ごとの資格、標準報酬、事業所および被保険者期間、それぞれの被保険者期間に基づく保険給付、当該保険給付の受給権者、それぞれの被保険者に係る基礎年金拠出金の負担又は納付、それぞれの被保険者期間に係る保険料等の徴収金ならびにそれぞれの被保険者の保険料に係る運用に関する事務は、厚生年金被保険者の種別に応じて、それぞれの実施機関が行うこととなった（第2条の5）。
- 第1号厚生年金被保険者・・・厚生労働大臣
- 第2号厚生年金被保険者・・・国家公務員共済組合及び国家公務員共済組合連合会
- 第3号厚生年金被保険者・・・地方公務員共済組合、全国市町村職員共済組合連合会及び地方公務員共済組合連合会
- 第4号厚生年金被保険者・・・日本私立学校振興・共済事業団

実施機関は被保険者に関する原簿（厚生年金原簿）を備え、これに被保険者の氏名、標準報酬その他主務省令で定める事項を記載する（第28条）。実施機関は被保険者の利便性向上のため、政令で定めるところにより他の実施機関の処理する事務の一部を行う（第100条の3の2）。これに伴い、一部の届出等を除き、各実施機関で統一した様式を使用し、どの実施機関においても受付及び必要となる審査を行うこととする（平成27年9月30日年管管発0930第13号）。
厚生年金保険の加入者は、2015年（平成27年）度末現在で4,129万人（男性2,613万人、女性1,516万人）であり、うち第1号厚生年金被保険者は3,686万人（男性2,338万人、女性1,349万人）、第2~4号厚生年金被保険者は443万人（男性275万人、女性167万人）である。これは国民年金第1号被保険者（1,668万人）と第3号被保険者（915万人）の合計より多い。厚生年金積立金は2013年（平成25年）度末の時価ベースで123.6兆円であり、国民年金積立金8.4兆円と合わせた132兆円が一体として運用されている。

## 適用事業所
厚生年金の手続きは、通常健康保険と同時進行でなされることから、適用事業所の要件は健康保険とほぼ共通している。
厚生年金の強制適用事業所は、健康保険の強制適用事業所と共通であるが（第6条1項1号）、厚生年金ではさらに、「船員法第1条に規定する船員として船舶所有者に使用される者が乗り組む船舶」も強制適用事業所とされる（第6条1項3号）。特例適用事業所も健康保険と共通である。
強制適用事業所以外の事業所の事業主は、厚生労働大臣の認可を受けて、当該事業所を適用事業所（任意適用事業所）とすることができる（第6条3項）。この認可を受けようとするときは、事業主は当該事業所に使用される者（適用除外者を除く）の2分の1以上の同意を得て厚生労働大臣に申請しなければならない（第6条4項）。また、船舶以外の強制適用事業所が強制適用の要件を欠くに至ったときは、自動的に任意適用事業所の認可があったものとみなされる（第7条）。認可のあった日に、その事業所に使用される70歳未満の者は、適用除外者を除き、任意加入に不同意であった者も含めて被保険者の資格を取得する（第13条）。なお労災保険や雇用保険とは異なり、労働者からの希望があっても事業主が当該事業所を適用事業所とする義務はない。
任意適用事業所が当該事業所を適用事業所でなくするためには、当該事業所に使用される者（適用除外者を除く）の4分の3以上の同意を得て厚生労働大臣に申請しなければならない（第8条）。厚生労働大臣の認可のあった日の翌日に、適用事業所としての法律関係は消滅し、被保険者は脱退に不同意であった者も含めて被保険者の資格を喪失する（第14条）。
船舶以外の、2以上の適用事業所の事業主が同一である場合には、事業主は厚生労働大臣の承認を受けて、当該2以上の事業所を一の適用事業所とすることができる（一括適用事業所、第8条の2）。本社管理の場合も健康保険と同様である。一方、2以上の船舶の船舶所有者が同一である場合は、厚生労働大臣の承認を受けることなく、自動的に一の適用事業所とされる（第8条の3）。
新規に強制適用事業所（第1号厚生年金被保険者に係るものに限る）に該当したとき、適用事業所を休止・廃止等したときは、5日以内（船舶は10日以内）に機構に届け出なければならない。この届出は、健康保険（船舶は船員保険）の届出書に併記して行うこととされる（規則第13条）。事業所の名称・所在地等に変更があったときは、5日以内に（船舶は速やかに）機構に届け出なければならないが、この届出は健康保険（船員保険）の届出をしたときは厚生年金についても届出をしたものとみなされる。

## 被保険者
適用事業所に使用される70歳未満の者は、適用除外に該当しない限り、厚生年金の当然被保険者となる（第9条）。法人の代表者、業務執行者、法人でない組合の70歳未満の組合長についても、労働の対価として報酬を受けている場合は、原則として被保険者となる。短時間労働者の適用も健康保険と共通である。国または地方公共団体の適用事業所に勤務する「4分の3」要件を満たさない短時間労働者は、特定適用事業所でなくても適用除外に該当しない限り被保険者となる。
被用者年金一元化により、被保険者は、次の4つの種別に区分される（第2条の5）。同一の適用事業所においてこれらの種別に変更が生じた場合は、各種別ごとに被保険者資格の取得・喪失の手続きが必要となる（第13条・第14条）。国民年金のような「種別の変更」の規定は適用されない。また第2号・第3号・第4号厚生年金被保険者は同時に第1号厚生年金被保険者の資格を取得せず、第1号厚生年金被保険者が同時に第2号・第3号・第4号厚生年金被保険者資格を取得した場合は、その日に第1号厚生年金被保険者の資格を喪失する（第18条の2）。なお第2号・第3号・第4号厚生年金被保険者の資格の取得・喪失については厚生労働大臣の確認は必要としない（第18条4項）。
- 第1号厚生年金被保険者・・・第2号・第3号・第4号厚生年金被保険者以外の者
- 第2号厚生年金被保険者・・・国家公務員共済組合の組合員である被保険者
- 第3号厚生年金被保険者・・・地方公務員共済組合の組合員である被保険者
- 第4号厚生年金被保険者・・・私立学校教職員共済制度の加入者である被保険者

適用事業所以外の事業所に使用される70歳未満の者は、適用除外に該当しない限り、厚生労働大臣の認可を受けて、厚生年金の任意単独被保険者となる（「4分の3」要件を満たさない短時間労働者を除く）。この認可を受けるには、当該事業所の事業主の同意を得なければならない（第10条）。被保険者期間の長短は問わず、またすでに老齢厚生年金の受給資格を有する場合であってもなることはできる。なお、任意単独被保険者は厚生労働大臣の認可を受けてその資格を喪失することができるが、その場合は事業主の同意は不要である（第11条）。ただし、強制適用事業所がその要件に該当しなくなったからといって、その事業所に使用される者が自動的に任意単独被保険者となるわけではない。
1985年（昭和60年）改正前の旧法においては、以下のように被保険者種別が区分されていた。経過措置として規定の一部が残存する。
- 第1種被保険者・・・男子である被保険者であって、第3種被保険者、第4種被保険者及び船員任意継続被保険者以外のもの。
- 第2種被保険者・・・女子である被保険者であって、第3種被保険者、第4種被保険者及び船員任意継続被保険者以外のもの。
- 第3種被保険者・・・鉱業法第4条に規定する事業の事業場に使用され、かつ、常時坑内作業に従事する被保険者または船員法第1条に規定する船員として同法第6条1項3号に規定する船舶に使用される被保険者であって、第4種被保険者、および船員任意継続被保険者以外のもの。
- 第4種被保険者・・・任意継続被保険者（10年以上の加入期間を有する者は、退職後も、旧老齢年金の受給資格期間（原則20年）を満たすまで加入することを認めていた）。
- 船員任意継続被保険者

被保険者期間を計算する場合には、月によるものとし、被保険者の資格を取得した月からその資格を喪失した月の前月までをこれに算入する。被保険者の資格を取得した月にその資格を喪失したときは、その月を1か月として被保険者期間に算入する。但し、その月にさらに被保険者又は国民年金の被保険者（国民年金第2号被保険者を除く）の資格を取得したときは、この限りでない（第19条）。この規定は被保険者種別ごとに適用し、同一月において被保険者種別に変更があったときはその月は変更後の種別（2回以上変更があった場合は、その最後の種別）の被保険者であった月とみなす。例えば、月の途中で民間企業（厚生年金、国民年金第2号被保険者）を退職し、自営業（国民年金第1号被保険者）となった場合、従来はその月は厚生年金の被保険者としての1か月として計算され、保険料は厚生年金の1か月分、国民年金の1か月分の両方が徴収されていたが、2015年（平成27年）10月からは国民年金第1号被保険者としての1か月として計算され、保険料は国民年金の1か月分のみが徴収されることとなる。ただし、この者が60歳以上の場合、退職しても国民年金第1号被保険者とはならないため、厚生年金の被保険者としての1か月として計算され、保険料は厚生年金の1か月分が徴収されることになる。
被用者年金一元化による経過措置として、平成27年10月より前の公務員共済の組合員期間、私学共済の加入者期間は、一定の場合（脱退一時金の計算の基礎となった期間等）を除き、それぞれ第2〜4号厚生年金被保険者期間とみなされる（一元化法附則第7条）。

### 短時間労働者
厚生年金はフルタイム勤務者は企業規模に関係なく加入義務があるが、2007年4月、「被用者年金制度の一元化法案」の中に、パートタイム労働者の厚生年金（社会保険）の適用の拡大が盛り込まれ、後に「公的年金制度の財政基盤及び最低保障機能の強化等のための国民年金法等の一部を改正する法律」として成立した。2016年10月から、同法により被用者年金（厚生年金）および被用者健康保険が、以下の条件をすべて満たす人にも拡大された。
1. 年齢が75歳未満、かつ学生ではない
2. 所定労働時間が週20時間以上
3. 賃金が月額換算で88,000円以上
4. 勤務期間が1年以上
5. 従業員501人以上

2020年5月29日、年金制度改革関連法が成立し、2022年10月から従業員101人以上、2024年10月から従業員51人以上の企業規模のパートや非正規労働者の厚生年金加入義務化された。

### 70歳以上の被保険者
当然被保険者は70歳に達したときは、その日にその資格を喪失するが、以下の要件を満たした場合は、「70歳以上の被用者」として、在職老齢年金（高在老）の対象となり、老齢厚生年金の支給停止の対象となる。
- 70歳以上であること[10]。
- 70歳以上であることを除き、当然被保険者に該当する要件を満たす者。
- かつて厚生年金保険の被保険者であったことがある者。

当然被保険者は70歳に達したときはその資格を喪失するが（第14条5号）、その者が老齢又は退職を支給事由とする給付の受給権を有しているとは限らない。そこで、所定の要件を満たした者については、この受給資格期間を満たすまで（年齢制限なし）厚生年金に加入することができる（高齢任意加入被保険者）。受給権を有しないからといって自動的に高齢任意加入被保険者となるわけではない。なお遺族年金や障害年金の受給権を有していても高齢任意加入被保険者となることはできる。
老齢又は退職を支給事由とする給付の受給権を有しない70歳以上の者が、
- 適用事業所に使用される場合は、実施機関に申し出て、高齢任意加入被保険者となることができる。申出の受理された日に被保険者資格を取得する。保険料は、事業主が折半負担の同意をした場合を除いて、被保険者が保険料を全額負担し、かつその納付義務を負う。事業主のこの同意あるいは同意の撤回は、10日以内に機構に届出なければならない。事業主の折半負担等の同意がない場合に高齢任意加入被保険者が保険料を滞納し、督促状の納期限までに納付しない場合、納期限の属する月の前月末日にその資格を失う。ただしその保険料が初めて納付すべき保険料であった場合は、当初から高齢任意加入被保険者とならなかったものとみなす。なお同意を撤回したからといって被保険者資格を喪失することは無い。適用事業所が適用事業所でなくなった場合、引き続き同じ事業所に使用されたとしても、当該高齢任意被保険者はその翌日に被保険者資格を失う。
- 適用事業所以外の事業所に使用される場合は、事業主の同意（この同意は後で撤回できない）と厚生労働大臣の認可を受けて、高齢任意加入被保険者となることができる（「4分の3」要件を満たさない短時間労働者を除く）。認可のあった日に被保険者資格を取得する。保険料は労使折半で、事業主が全額の納付義務を負う。そのため、保険料の滞納があったとしても、そのことをもって被保険者資格を喪失することは無い。

以下の要件をすべて満たす者については、経過措置として現在でも第4種被保険者となることができる。なお、第4種被保険者は、高齢任意加入被保険者となることはできない。
- 1941年（昭和16年）4月1日以前生まれ[11]で、1986年（昭和61年）4月1日（新法施行日）に厚生年金保険の被保険者であること。
- 1986年（昭和61年）4月から資格喪失日（退職日）の属する月の前月までのすべての期間、厚生年金保険等に加入していたこと。
- 厚生年金保険の被保険者期間が10年以上20年（特例の場合は15〜19年）未満であること[12]。
- 資格喪失日から起算して6か月以内に厚生労働大臣に申し出ること。

経過措置により、1932年（昭和7年）4月2日以降に生まれた者であって、かつ2002年（平成14年）3月31日において第4種被保険者であった者であって、同年4月1日において適用事業所に使用される者については、同日に当然被保険者の資格を取得し、第4種被保険者の資格を喪失する。

### 被保険者等に関する届出等
法改正により平成30年3月5日以降は、届出に基礎年金番号を記載しなければならない場合において、基礎年金番号と個人番号のいずれかを記載すればよいこととなった。
被保険者資格を取得したときは、直ちに、年金手帳を事業主に提出しなければならない（規則第3条）。事業主は、年金手帳の確認後、これを被保険者に返付しなければならない（規則第16条）。なお、初めて被保険者資格を取得した者については、厚生労働大臣から年金手帳が交付されるが（規則第17条）、この交付は事業主を通して行うことができる（規則第81条2項）。
事業主は、被保険者の資格を取得（喪失）した者があるときは、資格取得（喪失）届を5日以内（船員は10日以内）に機構に提出しなければならない（規則第15条）。雇用している被保険者が「70歳以上の被用者」に該当した場合は当該事実があった日から5日以内（船員は10日以内）に事業主は被保険者資格喪失届・70歳以上被用者該当届を機構に提出しなければならない（規則第15条の2）。なお、平成31年4月より「船員でない70歳以上の被用者」の標準報酬月額相当額が従前と同じである場合は被保険者資格喪失届・70歳以上被用者該当届の提出を省略できることとなり、令和2年4月より「船員である70歳以上の被用者」についても同様に省略できることとなった。
一般の被保険者がその氏名を変更したときは、地方公共団体情報システム機構から機構保存本人確認情報の提供を受けられない場合には速やかに、変更後の氏名を事業主に申し出ると主に、年金手帳を事業主に提出しなければならない（規則第6条）。事業主は申出を受けて、速やかに年金手帳に変更後の氏名を記載して被保険者に返付するとともに、氏名変更届を機構に提出しなければならない。なお、適用事業所に使用される高齢任意加入被保険者又は第4種被保険者がその氏名を変更した場合は、地方公共団体情報システム機構から機構保存本人確認情報の提供を受けられない場合には10日以内に、年金手帳を添えて機構に直接氏名変更届を提出する（規則第5条の4）。
被保険者資格の得喪は原則として厚生労働大臣の確認によってその効力を生じる（第18条）。確認は原則として事業主からの届出によって行うが、以下の場合は確認は行わない（届出は不要となる）。なお、確認自体は厚生労働大臣が職権で行うことができる。
- 任意適用事業所の適用取消による被保険者の資格喪失
- 任意単独被保険者の資格取得・認可による資格喪失（認可によらない資格喪失の場合は届出要）
- 高齢任意加入被保険者の資格取得
- 適用事業所以外の事業所に使用される高齢任意加入被保険者の資格喪失の認可・老齢年金の受給権取得による資格喪失
- 適用事業所に使用される高齢任意加入被保険者の資格喪失の申出の受理・老齢年金の受給権取得・滞納・任意適用事業所の適用取消による資格喪失

被保険者又は70歳以上被用者は、同時に2以上の事業所に使用されるに至ったとき、その2以上の事業所に係る機構の業務が2以上の年金事務所に分掌されている場合は年金事務所を選択し所属選択届を、分掌されていない場合は2以上事業所勤務届を、それぞれ10日以内に機構に提出しなければならない（規則第1条~第2条）。
年金の受給権者の属する世帯の世帯主その他その世帯に属する者は、当該受給権者の所在が1月以上明らかでないときは、速やかに所定の事項を記載した届書を日本年金機構に提出しなければならない。

### 適用除外者
次の各号のいずれかに該当する者は、上記の規定にかかわらず、厚生年金保険の被保険者としない（第12条）。なお、被用者年金一元化により、公務員等を適用除外とする規定は削除され、1945年（昭和20年）10月2日以降に生まれた者（被用者年金一元化の施行日（2015年（平成27年）10月1日）に70歳未満の者）は公務員等であっても厚生年金の被保険者となり、一元化をまたいで公務員であった者は一元化施行日に厚生年金被保険者資格を取得する（一元化法附則第5条）。1〜6は原則として健康保険と共通である。
1. 臨時に使用される者（船舶所有者に使用される船員を除く）であって、日々雇い入れられる者
但し、その者が1月を超えて引き続き使用されるに至った場合は、その超えた日から、事業所が強制適用事業所であれば当然被保険者に、任意適用事業所であれば事業主の同意と厚生労働大臣の認可を経て任意単独被保険者となる。
2. 臨時に使用される者（船舶所有者に使用される船員を除く）であって、2月以内の期間を定めて使用される者
但し、その者が所定の期間を超えて引き続き使用されるに至った場合は、その超えた日から、事業所が強制適用事業所であれば当然被保険者に、任意適用事業所であれば事業主の同意と厚生労働大臣の認可を経て任意単独被保険者となる。
3. 季節的業務に使用される者（船舶所有者に使用される船員を除く）
但し、その者が、当初から継続して4月を超えて使用される予定である場合は、その当初から、事業所が強制適用事業所であれば当然被保険者に、任意適用事業所であれば事業主の同意と厚生労働大臣の認可を経て任意単独被保険者となる。
業務の都合により使用期間が4月を超えたに過ぎない場合は、被保険者とはならない（昭和9年4月17日保発191号）。
4. 臨時的事業の事業所に使用される者
但し、その者が、当初から継続して6月を超えて使用される予定である場合は、その当初から、事業所が強制適用事業所であれば当然被保険者に、任意適用事業所であれば事業主の同意と厚生労働大臣の認可を経て任意単独被保険者となる。
業務の都合により使用期間が6月を超えたに過ぎない場合は、被保険者とはならない。
5. 所在地が一定しない事業所に使用される者 
この場合は、その者が長期にわたって使用されたとしても、当然被保険者・任意単独被保険者とはならない。
6. 特定適用事業所以外の適用事業所に使用される、4分の3要件を満たさない短時間労働者
「当分の間」の措置とされる。
7. 厚生年金に相当する外国の法令の適用を受ける者であって政令で定めるもの（現在、当該政令は未制定）

## 費用負担
厚生年金特別会計 歳入（平成26年度決算）
厚生年金の被保険者は原則として同時に国民年金第2号被保険者となるため、収入の一部（40%）は基礎年金給付費等基礎年金勘定へ繰入されている。

### 国庫負担
国庫は、毎年度予算の範囲内で、厚生年金事業の事務の執行に要する費用を負担する（事務費は全額国庫負担）。なお厚生労働大臣以外の実施機関が行う事務の執行費用については、共済各法の定めにより、厚生年金保険法上の国庫負担は行われない。
また、国庫は、毎年度、政府が負担する基礎年金拠出金の額の2分の1に相当する額を負担する。さらに1961年（昭和36年）4月1日前の期間に係る給付費についても国庫負担が行われている（第3種被保険者期間の25%、それ以外の期間の20%）。

### 保険料
第1号厚生年金被保険者に係る保険料率は、2017年9月現在、被保険者の標準報酬月額・標準賞与額の18.3%であり、今後は法改正が行われない限りこの保険料率で固定される。また、厚生年金基金加入者は、保険料率から2.4〜5.0%（免除保険料率）を控除した率となる。被用者年金一元化により、厚生年金よりも低い保険料率（2017年9月現在、第2,3号厚生年金被保険者は17.986%、第4号厚生年金被保険者は15.062%（特例により実際は13.911%））となっている共済年金から移行した保険料率についても、第2,3号厚生年金被保険者は2018年9月、第4号厚生年金被保険者は2027年4月に厚生年金と同じ18.3%に統一される予定である。
保険料は被保険者と事業主とが折半して負担し（健康保険とは異なり、規約等で定めても事業主負担を増やすことはできない）、事業主が被保険者の分も含めて納付義務を負う。ただし事業主の同意のない高齢任意加入被保険者及び第4種被保険者は、保険料を全額自己負担し、その納付義務を負う（第82条）。毎月の保険料は、翌月末日（第4種被保険者はその月の10日。ただし前納可）までに納付しなければならない（第83条）。事業主は、被保険者に対して通貨をもって報酬・賞与を支払う場合においては、被保険者の負担すべき前月の標準報酬月額・標準賞与額に係る保険料を報酬から控除することができる（第84条）。事業主の同意のない高齢任意加入被保険者又は第4種被保険者は、初めて納付する保険料を滞納した場合、当初より高齢任意加入被保険者又は第4種被保険者とならなかったものとみなされる。
被保険者が同時に2以上の適用事業所に使用される場合、各事業主の負担すべき保険料は標準報酬月額に応じて案分する。一方、被保険者が、船舶に使用され、かつ、同時に事業所に使用される場合においては、船舶所有者以外の事業主は保険料を負担せず、保険料を納付する義務を負わないものとし、船舶所有者が当該被保険者に係る保険料の半額を負担し、当該保険料及び当該被保険者の負担する保険料を納付する義務を負うものとする。
船員たる被保険者又は船員たる70歳以上の使用される者の標準報酬月額の決定・改定については船員保険法の標準報酬月額の規定を用いて行い、第4種被保険者の各月の標準報酬月額は、原則としてその被保険者の資格を取得する前の最後の標準報酬月額を用いる。被保険者又は70歳以上被保険者が船舶に使用され、かつ同時に事業所に使用される場合は、船舶に係る報酬のみで報酬月額を算定する（事業所で受ける報酬は無視する）。
厚生労働大臣は、被保険者の資格、標準報酬又は保険料に関し必要があると認めるときは、官公署に対し、法人の事業所の名称、所在地その他必要な資料の提供を求めることができる。市町村長は、厚生労働大臣又は受給権者に対して、当該市町村の条例の定めるところにより、被保険者、被保険者であった者又は受給権者の戸籍に関し、無料で証明を行うことができる。

### 保険料の徴収
以下の場合においては、保険料は納期前であっても、すべて徴収することができる（繰上徴収、第85条）。船舶については厚生年金独自の、ほかは健康保険と共通の規定である。
- 納付義務者が国税・地方税その他公課の滞納によって、滞納処分を受けるとき
- 納付義務者が強制執行、破産手続きの開始決定を受けるとき、企業担保権の実行手続きの開始、競売の開始があったとき
- 法人たる納付義務者が解散した場合
- 被保険者の使用される事業所が廃止された場合（事業譲渡により事業主に変更があった場合を含む）、船舶所有者の変更があった場合、又は当該船舶が滅失・沈没・運航に全く堪えなくなるに至った場合

厚生労働大臣は、納付すべき保険料額を超えて被保険者が保険料を納付した場合、その超えた部分の額を、その納付の日の翌日から6月以内の期日に納付されるべき保険料について納期を繰り上げてしたものとみなすことができる。この場合、厚生労働大臣はその旨を当該納付義務者に通知しなければならない（第83条）。
保険料その他の徴収金は、別段の規定がある場合を除き、国税徴収の例により徴収する（第89条）。
保険料を徴収する権利が時効により消滅したときは、当該保険料に係る被保険者であった期間（被保険者本人及び国民年金第3号被保険者たる配偶者であった期間）に基づく保険給付は行わない。ただし、当該被保険者であった期間に係る被保険者の資格の取得について事業主からの届出または被保険者もしくは被保険者であった者からの確認の請求があった後に、保険料を徴収する権利が時効によって消滅したものであるときは、保険給付は行われる（第75条）。

### 保険料の免除
育児休業等（育児介護休業法による育児休業もしくは同法による育児を理由とする所定労働時間の短縮等の措置等をいう。なお同法に定める介護休業もしくは介護を理由とする所定労働時間の短縮等の措置等の場合は対象とならない。以下同じ。）をしている被保険者（第1号・第4号厚生年金被保険者に限る）が使用される事業主は、実施機関に申出ることにより、育児休業開始月から終了の前月までの当該被保険者に係る保険料（本人負担分・事業主負担分とも）の免除が行われる（第81条の2）。なお第2号・第3号厚生年金被保険者の場合は被保険者自らが申し出る。一方、労働基準法上の産前産後休業期間については、2014年（平成26年）4月30日以降に休業が終了となる者について、2014年（平成26年）4月分以降の保険料が本人負担分・事業主負担分とも免除される（第81条の2の2）。当該免除期間は、免除されていない通常の期間と同様の被保険者期間として扱われる。当該被保険者が、休業等終了予定日を変更したときは、速やかに実施機関に届け出なければならない。なお、第4種被保険者・船員任意継続被保険者については、これらに該当しても免除は行われない。また健康保険とは異なり、被保険者が少年院・刑事施設等に収容・拘禁されても保険料は免除されない。
- 3歳に満たない子を養育する被保険者が、実施機関に申出をしたときは、当該3歳に満たない子を養育する一定期間の各月のうち、その標準報酬月額が従来標準報酬月額を下回る月については、従前標準報酬月額を当該下回る月の平均標準報酬額の計算の基礎となる標準報酬月額とみなす（第26条）。つまり、産前産後休業・育児休業等終了時改定により標準報酬月額が減額改定されても、年金額の計算についてはこの期間内は減額改定される前の標準報酬月額で計算され、一方保険料の計算については減額改定された標準報酬月額で計算されるので、保険料の負担が抑えられたまま従来の年金額が保障されるということである。

### 滞納に対する措置
保険料その他厚生年金保険法の規定による徴収金を滞納する者があるときは、厚生労働大臣は保険料を繰上徴収する場合を除き、期限を指定してこれを督促しなければならない（第86条1項）。この期限は、督促状を発する日から起算して10日以上を経過した日でなければならない（第86条4項）。通常、厚生年金と健康保険はセットで手続されるものであるから、健康保険の督促状に厚生年金の督促を併記して発することができる（第86条3項）。また滞納者が悪質な場合において権限を財務大臣に委任できる要件、延滞金と当分の間の特例も健康保険と共通である。
なお第2号・第3号・第4号厚生年金被保険者に係る保険料の繰上徴収、保険料その他厚生年金保険法の規定による徴収金の督促及び滞納処分並びに延滞金の徴収については、これらの規定にかかわらず、共済各法の定めるところによる（第87条の2）。

## 保険給付
厚生年金特別会計 歳出（平成26年度決算）
厚生年金は報酬比例が大きな特徴である。第3種被保険者（坑内員又は船員）であった期間については、原則として1986年（昭和61年）3月31日以前の期間については3分の4倍、1986年（昭和61年）4月1日から1991年（平成3年）3月31日までの期間は5分の6倍して計算する。1991年（平成3年）4月1日以降の期間については実期間で計算する。
保険給付は以下の通りとし、政府及び実施機関（厚生労働大臣を除く）が行う。保険給付を受ける権利は、受給権者の請求に基づき、実施機関が裁定する（第33条）。公務員等に厚生年金が支給されるのは一元化法施行日以後に給付事由が生じた場合であり、施行日前に給付事由が生じた共済年金は、なおその効力を有する。

### 老齢厚生年金
65歳以上の者で、老齢基礎年金の受給資格期間を満たし、かつ1か月以上の厚生年金の被保険者期間を有することを要件に支給される（「本来の」老齢厚生年金）。法改正による経過措置として、厚生年金の加入期間が1年（2以上の被保険者種別期間は合算する）以上の、所定の生年月日の者に対しては65歳より前に特別支給の老齢厚生年金が65歳まで支給される。

### 障害厚生年金・障害手当金
障害の原因となった傷病ではじめて医師または歯科医師の診察を受けた日（初診日）に被保険者であった場合で、その日から1年6月（あるいはそれより早く障害が固定した場合はその日）に所定の障害（1級から3級）にある場合、その障害の程度に応じ年金または一時金が支給される（所定の保険料納付要件を満たしていることも必要）。

### 遺族厚生年金
被保険者が死亡したとき、被保険者であった者が被保険者期間中に初診日のある傷病により傷病の日から5年以内に死亡または障害等級が1級若しくは2級の障害厚生年金受給者が死亡したとき、あるいは老齢厚生年金の受給権者または老齢厚生年金の受給資格要件を満たした者が死亡したときに、対象となる生計維持関係のあった遺族に支給される（所定の保険料納付要件を満たしていることも必要）。

### 脱退一時金
厚生年金の被保険者期間が6月以上である日本国籍を有しない者（国民年金の被保険者でないものに限る）は、以下の要件を満たすことにより脱退一時金の支給を実施機関（国民年金法上の脱退一時金と同時に請求する場合は厚生労働大臣）に請求することができる。なお、支給回数に特に制限はない。脱退一時金の支給を受けると、その額の計算の基礎となった期間は被保険者でなかったものとみなされる。
- 老齢厚生年金の受給資格期間を満たしていないこと
- 日本国内に住所を有しないこと
- 障害厚生年金又は障害手当金の受給権を有したことがないこと
- 最後に国民年金の被保険者の資格喪失日から起算して2年を経過していないこと
- 厚生年金に相当する外国の法令の適用を受けない者

支給額は、被保険者であった期間に応じて、その期間の平均標準報酬額に支給率を乗じて得た額となる。「支給率」は、最終月の属する年の前年10月（最終月が1〜8月の場合は、前々年の10月）の保険料率に2分の1を乗じて得た率に、被保険者期間の区分に応じて定められた数を乗じて得た率である。また2003年（平成15年）3月までの各月の標準報酬月額は1.3倍して計算する。
脱退一時金の受給権者が死亡した場合、未支給の脱退一時金（すでに請求が行われているものに限る）は、未支給の年金給付に準じて扱われる。
1941年（昭和16年）4月1日以前生まれの者で被保険者期間が5年以上ある者等については、経過措置として旧法の脱退手当金が支給される。なお脱退手当金は公課の禁止の対象外であるので、課税対象となる。
旧法下で脱退手当金を受給した者は、その期間は老齢基礎年金の計算において合算対象期間となるが、経過措置として脱退手当金を受給した者及び現行法の脱退一時金を受給した者は、その期間は合算対象期間とはならない。

## 離婚分割の特例
合意分割
離婚（事実婚の解消を含む。以下同じ）した夫婦が、離婚分割の請求をすること及びその按分割合について合意しているとき（協議が整わずに家庭裁判所がそれを定めたときを含む）は、離婚のときから2年以内（審判の審理が長引いて2年を過ぎてしまった場合は、審判が確定した日の翌日から起算して6か月以内）に限り、実施機関に対し離婚分割の請求をすることができる（第78条の2、施行規則第78条の3第2項）。2007年（平成19年）4月1日以後に離婚した夫婦に適用されるが、分割の対象期間はそれ以前の期間も含まれる。請求は、「標準報酬改定請求書」に年金手帳、按分割合が記載された書類等を添付して、請求者の住所を管轄する年金事務所に提出する。当事者又はその一方は、実施機関に対し、標準報酬改定請求を行うために必要な情報の提供を請求することができる。
第1号改定者（対象期間標準報酬総額の多い者、一般的には夫）と第2号改定者（対象期間標準報酬総額の少ない者、一般的には妻）との按分割合については、
- 第2号改定者の持ち分は第1号改定者の持ち分を超えてはいけない。
- 分割により第2号改定者の持ち分が減少してはならない。

3号分割とは異なり、障害厚生年金の受給権者たる第1号改定者が当該障害厚生年金の額の計算の基礎となっている期間があるときであっても、合意があれば分割することができる。
3号分割
被扶養配偶者（国民年金の第3号被保険者に該当する者、一般的には妻）がその配偶者（特定被保険者という。一般的には夫）と離婚した場合、2008年（平成20年）4月1日以後の期間（特定期間という）について、離婚のときから2年以内に限り、実施機関に対し3号分割の請求をすることができる。被扶養配偶者を有する被保険者が負担した保険料は、当該被扶養配偶者が共同して負担したものであるとの基本的認識の下に規定が定められている。
3号分割の請求に特定被保険者の同意は不要であり、特定被保険者の標準報酬を両者で50%ずつ等分して分割する（協議の余地はない）。特定被保険者が離婚後に死亡した場合でも、死亡日から1月以内に3号分割の請求をすることで、死亡日の前日に3号分割の請求があったとみなすことができる。
離婚分割の請求時に、その対象期間内に3号分割の対象となる特定期間が含まれているときは、離婚分割の標準報酬改定請求をしたときに3号分割の請求があったものとみなされる（要は、特定期間前の第3号被保険者期間については、合意分割の手続きで処理する）。
請求日に障害厚生年金の受給権者たる特定被保険者が当該障害厚生年金の額の計算の基礎となっている期間があるときは、その期間を除いて3号分割を行い、特定期間の全部を計算の基礎とする場合は、3号分割は行われない。
離婚分割により、分割の対象となった期間は第2号改定者・被扶養配偶者も厚生年金の被保険者であった者とみなされ（離婚時みなし被保険者期間）、遺族厚生年金については同様の被保険者期間として扱われるが、以下の月数には算入されない。
- 加給年金額の加算要件（240月以上）
- 特別支給の老齢厚生年金の支給要件（1年以上）
- 特別支給の老齢厚生年金の長期加入者の特例（44年以上）
- 長期要件の遺族厚生年金に係る中高齢寡婦加算の加算要件（240月以上）
- 特例老齢年金、特例遺族年金の支給要件（1年以上、20年以上）
- 脱退一時金の支給要件（6月以上）

離婚時みなし被保険者期間中に初診日がある傷病について障害等級3級以上に該当したとしても障害厚生年金は支給されない。また障害厚生年金の額の最低保障（300月）についても離婚時みなし被保険者期間はその計算としない。振替加算が加算された老齢基礎年金を受給している者の厚生年金被保険者期間と離婚時みなし被保険者期間とを合算して240月以上となった場合は、振替加算は行われなくなる。
離婚分割の制度は、報酬比例部分の年金額の計算の基礎となる各月ごとの標準報酬を改定するものであって、被保険者月数や年金額そのものを分割する制度ではない。したがっていかに分割しようとも配偶者本人に老齢厚生年金の受給権が生じない場合（国民年金保険料を長期にわたって滞納した場合等）には、分割に基づく年金は受け取れない。また離婚分割をしたからといって過去にさかのぼって保険給付が発生したり年金額が改定されたりすることもないし、定額部分や基礎年金の額にも影響は及ぼさない。なお再婚しても改定された標準報酬に影響しない。2以上の種別の厚生年金被保険者期間を有する者については、一の被保険者種別に係る被保険者期間の分割請求は、他の期間に係る当該請求と同時に行う必要がある。
なお、厚生労働大臣は標準報酬の決定・改定を行ったときは事業主にその旨を通知することになっているが、離婚分割による改定はこの例外となっているので、離婚分割を行って標準報酬が変化しても事業主には通知されない。

## 時効
保険料その他厚生年金による徴収金を徴収し、又はその還付を受ける権利は、これらを行使することができる時から2年を経過したとき、保険給付を受ける権利は、その支給すべき事由が生じた日から5年を経過したとき、当該権利に基づき支払期月ごとに支払うものとされる保険給付の支給を受ける権利は、当該日の属する月の翌月以後に到来する当該保険給付の支給に係る第36条3項本文に規定する支払期月の翌月の初日から5年を経過したときは、時効によって消滅する（第92条1項）。ただし年金たる保険給付を受ける権利の時効は、当該年金たる保険給付がその全額につき支給を停止されている間は、進行しない（第92条2項）。
保険料その他厚生年金保険法の規定による徴収金の納入の告知又は第86条1項の規定による督促は、時効の更新の効力を有する（第92条3項）。 
また厚生労働大臣は、厚生年金の受給権者又は受給権者であった者（未支給の給付の請求権者を含む）について、記録の訂正がなされたうえで裁定（裁定の訂正を含む）が行われた場合においては、その裁定による当該記録の訂正に係る受給権に基づき支払われる保険給付の支給を受ける権利について消滅時効が完成した場合においても、保険給付を支払うものとされる（年金時効特例法第1条）。

## 不服申立て
厚生年金における被保険者の資格および保険料については健康保険および共済各法と同一案件になっていることから、不服申立てについても健康保険、共済各法と手続が一元化されている。が、国民年金における不服申し立て手続きとは一部異なっている。
厚生労働大臣による被保険者の資格、標準報酬又は保険給付に関する処分に不服がある者は、各地方厚生局に置かれる社会保険審査官に対して審査請求をすることができる（第90条1項）。この審査請求は処分があったことを知った日の翌日から起算して3か月以内にしなければならない。また、被保険者の資格または標準報酬に関する処分に対する審査請求は、原処分のあった日の翌日から起算して2年を経過したときは、することができない。第2〜4号厚生年金被保険者に係る実施機関による被保険者の資格又は保険給付に関する処分に不服がある者は、それぞれの共済各法に規定する審査会に対して審査請求をすることができる（第90条2項）。また脱退一時金に関する処分については社会保険審査会に対して直接審査請求をすることができる。以上の処分については、当該審査請求に対する社会保険審査官・社会保険審査会の裁決を経た後でなければ、取消の訴えを提起することはできない（審査請求前置主義、第91条の3、施行令第13条）。
社会保険審査官の決定に不服がある者は、厚生労働省に置かれる社会保険審査会に対して再審査請求をすることができこる（二審制）。この再審査請求は、正当な事由がない限り、社会保険審査官の決定書の謄本が送付された日の翌日から起算して2か月以内にしなければならない。また、審査請求をした日から2か月以内に決定がないときは、審査請求人は、社会保険審査官が審査請求を棄却したものとみなして、社会保険審査会に再審査請求をすることができる。いずれの場合であっても、当該再審査請求は口頭で行うことができる。2016年の法改正により、再審査請求と処分の取消の訴えのいずれを選択するかは申立人の任意となった。
保険料の賦課もしくは徴収の処分又は滞納処分に不服がある者は、それが厚生労働大臣による処分であるときは社会保険審査会に、厚生労働大臣以外の実施機関による処分であるときは共済各法に規定する審査会に、審査請求をすることができる（一審制、第91条の3）。この処分についても二審制をとる国民年金とは異なっている。また法改正によりこの場合は審査請求前置主義が適用されなくなったので、審査請求をせずに処分の取消の訴えを提起することが可能である。
審査請求・再審査請求は、時効の中断に関しては裁判上の請求とみなされる。

## 歴史

日本における平均寿命の推移

一般の労働者に対する厚生年金の起源は、第二次世界大戦下の1940年（昭和15年）に施行された船員を対象とする船員保険、そして1942年（昭和17年）の労働者年金保険法による民間企業の現業男子（筋肉労働者）を対象とした「労働者年金保険」である（55歳から受給開始）。これは、戦時下における労働力の増強確保と強制貯蓄的機能を期待する目的があったとされているが、手っ取り早い戦費調達手段として導入されたとする見方もある。
その後の1944年（昭和19年）には労働者年金保険法に改正され、対象を女子労働者及び事務系労働者に拡大すると共に、名称も現行の「厚生年金保険」に変更された（55歳から受給開始）。1945年（昭和20年）には、実態はともかく、全国民の約3分の1が社会保険の保護を受ける状況となった。

### 戦後
戦後の1947年（昭和22年）の改正においては、労災保険の施行に伴い、厚生年金保険における事業主責任が分離された。
さらに1954年（昭和29年）には、所得再分配の趣旨等から「年金給付を、定額部分と報酬比例部分に分割する」としたことや、「老齢年金の開始支給年齢を、男性60歳、女性及び坑内員を55歳とする」「厚生年金の財政は修正積立方式とする」などの改正が行われた。それ以降、継続している制度等の実施、導入及び開始は、次のとおりである（厚生年金保険に特に関連するものに限る）。
- 1954年（昭和29年）　男子は60歳、女子は55歳から受給開始に改定[20]
- 1961年（昭和36年）　国民年金の開始により、国民皆年金制度が実現
- 1966年（昭和41年）　厚生年金基金の実施、在職老齢年金制度の導入
- 1973年（昭和48年）　物価スライド制、賃金再評価制の導入
- 1985年（昭和60年）　男子は65歳、女子は60歳受給開始に改定[20]
- 1986年（昭和61年）　第3号被保険者制度の実施、基礎年金制度の導入、船員保険の年金部分を統合
- 1994年（平成6年）　特別支給の老齢厚生年金の支給開始年齢の引き上げ開始（定額部分の支給を段階的に廃止）、経過措置による障害厚生年金
- 1997年（平成9年）　基礎年金番号の実施、3共済（JR、NTT、JT）の統合
- 2000年（平成12年）　報酬比例部分の支給開始年齢の引き上げ開始（支給開始年齢を段階的に65歳に引き上げ）
- 2003年（平成15年）　総報酬制の導入
- 2004年（平成16年）　厚生年金保険料の引き上げ開始（毎年、0.354%（第3種被保険者（坑内員・船員）は0.248%）ずつ引き上げ、2017年9月以降、18.30%とする）
- 2005年（平成17年）　財政均衡期間における保険給付額調整期間の開始年度、育児休業期間の保険料免除
- 2007年（平成19年）　離婚時の報酬比例部分の年金分割制度導入、70歳以上の者に対する在職老齢年金の仕組みによる支給停止開始、30歳未満で遺族厚生年金の受給権を得た妻に対する有期年金、中高齢寡婦加算支給要件の見直し
- 2010年（平成22年）　社会保険庁の廃止、及び日本年金機構の発足
- 2015年（平成27年）　被用者年金一元化（共済年金を厚生年金へ統合）

### 2004年（平成16年）年金制度改正
自由民主党と公明党による与党年金制度改革協議会は、2004年（平成16年）2月4日に厚生年金保険料の引き上げについて合意文書を交わした。
厚生年金保険料は、2004年（平成16年）9月までは年収（総報酬）の13.58%（労使折半）であるが、2004年（平成16年）10月から毎年0.354%（労使折半）ずつ引き上げ、2017年度には年収の18.30%（労使折半）まで引き上げられ13年間で段階的に4.72%引き上げられることになる。ボーナスを含めた平均年収が570万円である場合、2017年度の保険料は年額52万1,550円となり、2004年（平成16年）度よりも13万4,520円の負担増額となる。
厚生年金の支給額については、標準的な年金受給世帯において、現役世代（働いている時）の平均収入の50%以上の水準を確保する。

### 年齢別の保険料負担と年金給付額についての推計
厚生労働省は、2004年（平成16年）に国会で成立した年金改革案関連法案に基いた世代別の給付と負担の関係、給付と負担の見通しについての推計を公表した。
なお、以下の点に注意する必要がある。
- 年金では負担時と受給時に大きな時間のずれが存在するため、経済成長や物価上昇により貨幣価値が変化する（負担時の1円としての価値と、受給時の1円としての価値が違う）。このため、比較のために何らかの換算を行う必要がある。本表では賃金上昇率（2.1%と想定）について換算されている。
- 使用者負担の保険料（労働者負担と同額）は除いて計算している。すなわち実際の利回りは1/2となる。
- 基礎年金については国庫負担が存在する。

| 2005年（平成17年）時の年齢 | 保険料 （万円、賃金上昇率による換算） | 給付額 （万円、賃金上昇率による換算） | 利回り |
| -------------------------- | ------------------------------------- | ------------------------------------- | ------ |
| 70歳／1935年（昭和10年）生 | 670                                   | 5,500                                 | 830%   |
| 60歳／1945年（昭和20年）生 | 1,100                                 | 5,100                                 | 460%   |
| 50歳／1955年（昭和30年）生 | 1,600                                 | 5,100                                 | 320%   |
| 40歳／1965年（昭和40年）生 | 2,200                                 | 5,900                                 | 270%   |
| 30歳／1975年（昭和50年）生 | 2,800                                 | 6,700                                 | 240%   |
| 20歳／1985年（昭和60年）生 | 3,300                                 | 7,600                                 | 230%   |
| 10歳／1995年（平成7年）生  | 3,700                                 | 8,500                                 | 230%   |
| 0歳／2005年（平成17年）生  | 4,100                                 | 9,500                                 | 230%   |

（厚生労働省推計）
※モデル世帯の夫婦（ただし妻は1986年（昭和61年）度以降のみ国民年金に加入）がそれぞれの平均余命まで年金を受給した場合。
※保険料は本人負担分。
※金額は物価上昇率で2004年（平成16年）度時点の価値に換算。
※端数処理のため倍率が異なることがある。
| タイプ                              | 現在の受給者            | 現在の受給者            | 2025年度からの受給者    | 2025年度からの受給者    |
| タイプ                              | 現役時の 平均手取り収入 | 世帯の年金額と 給付水準 | 現役時の 平均手取り収入 | 世帯の年金額と 給付水準 |
| ----------------------------------- | ----------------------- | ----------------------- | ----------------------- | ----------------------- |
| 夫は40年間就労 妻は専業主婦         | 39.3万円                | 23.3万円 （59.3%）      | 47.2万円                | 23.7万円 （50.2%）      |
| 40年間夫婦で共働き                  | 63.8万円                | 29.6万円 （46.4%）      | 76.6万円                | 30.1万円 （39.3%）      |
| 夫は40年間就労 妻は子育て後に再就職 | 55.3万円                | 27.4万円 （49.6%）      | 66.4万円                | 27.9万円 （42.0%）      |
| 夫は40年間就労 妻は出産後に専業主婦 | 43.4万円                | 24.4万円 （56.1%）      | 52.1万円                | 24.8万円 （47.5%）      |
| 男性独身者が40年間就労              | 39.3万円                | 16.7万円 （42.5%）      | 47.2万円                | 17万円 （36.0%）        |
| 女性独身者が40年間就労              | 24.5万円                | 12.9万円 （52.7%）      | 29.4万円                | 13.1万円 （44.7%）      |

※手取り収入は、世帯の合計で、ボーナスを含めた月額換算。2025年の金額は現在の価値に換算。（）内は給付水準。

### 特別会計の収支
年金特別会計の2017年度収支決算は、時価ベースで厚生年金が10兆4479億円の黒字。年金積立金残高は、厚生年金分が154兆9035億円と過去最高を記録している。